# Lake Sumner, Novi Meksiko
Lake Sumner je neuključeno područje i popisom određeno mjesto u okrugu De Baci u američkoj saveznoj državi Novom Meksiku. 
Prema popisu stanovništva SAD 2010., imao je 143 stanovnika.

## Promet
Autocesta U.S. Route 84 je jugoistočni rub Lake Sumnera. Vodi jugoistočno 16 km do Fort Sumnera, sjedišta okruga De Bace, i sjeverozapadno 55 km do Santa Rose.

## Zemljopis
Zemljopisni položaj je 34°37′22″N 104°22′36″W / 34.62278°N 104.37667°W (34.6185663, -104.3800348). Prema Uredu SAD-a za popis stanovništva, zauzima 177,3 km2 površine, od čega 161 suhozemne.
Lake Sumner (hrv. Jezero Sumner) se zove kao i jezero koje okružuje ("Lake Sumner"). Jezero je umjetno, nastalo kao spremnik vode branom Sumner na rijeci Pecosu. Istoimeni državni park, Državni park Sumner Lake je s istočne i zapadne strane jezera na njegovom južnom kraju, blizu rukavca. 

## Stanovništvo
Prema podatcima popisa 2010. ovdje je bilo 143 stanovnika, 68 kućanstava od čega 41 obiteljsko, a stanovništvo po rasi bili su 93,7% bijelci, 0,0% "crnci ili afroamerikanci", 1,4% "američki Indijanci i aljaskanski domorodci", 0,7% Azijci, 0,0% "domorodački Havajci i ostali tihooceanski otočani", 0,7% ostalih rasa, 3,5% dviju ili više rasa. Hispanoamerikanaca i Latinoamerikanaca svih rasa bilo je 25,2%.